# Outsiders (roman)
Outsiders (The Outsiders) är en bok av S.E. Hinton från 1967 som utgavs på svenska 1988 och filmatiserades 1983 med Francis Ford Coppola som regissör.
Hinton var 15 år när hon började skriva romanen och två år senare publicerades den.
The Outsiders var kontroversiell när den gavs ut, och än idag kommer det krav på att den bör tas bort från bibliotek i USA. Boken är rankad på American Library Associations topp 100 över mest utmanade böcker 

## Handling
Hård och tuff är två olika saker. Hård är detsamma som farlig; tuff betyder skarp, häftig - som en tuff Mustang eller en tuff platta. 
Tulsa, Oklahoma på 60-talet. Ponyboy Curtis, hans bröder och kompisar växer upp i ruffiga Eastside. Det gäller att vara tuff och hård så att ingen kan komma åt en. Men Ponyboy är trött på hatet, trött på att ständigt oroa sig för att någon ska hoppa på honom eller att han borde ha kniv med sig. Önskan om ett annat liv växer sig starkare. Ett liv där gängbråken på rivningstomten mellan snobbarna från Westside och rövarna från Eastside inte existerar. Och där Bob aldrig skulle ligga hopkrupen och orörlig i månskenet medan en mörk fläck sakta spred sig omkring honom...
Enligt Ponyboy finns två typer av människor i världen: Rövare (greasers) och snobbar (Socs). En soc (förkortning av "social") har pengar, kan komma undan med nästan vad som helst, och har en attityd längre än en limousin. En rövare, å andra sidan, håller till på gatorna och måste hela tiden se till så han har ryggen fri. Ponyboy är en rövare, och han har alltid varit stolt över det, även beredd att slåss mot snobbar för sina gängkamraters skull - till en hemsk natt när hans vän Johnny dödar en snobb.